# スカロマニア
スカロマニア（Skullomania）は、カプコン、アリカの対戦型格闘ゲーム『ストリートファイターEX』シリーズ、およびアリカの対戦型格闘ゲーム『ファイティングEXレイヤー』に登場する架空の人物。

## 概要
その正体は都内某所に住む三流サラリーマンの西小山 三郎（にしこやま さぶろう）。ある日、お得意先のデパートでヒーローショーのスーツアクターとして狩り出された際に何かが弾け、それ以降は週末になるとヒーロースーツ（骸骨姿の全身タイツ）を身に着け、ヒーローとして悪と戦うようになる。
『EX2』以降では「リストラ推進係」の部長に昇進したせいで週末だけではストレスを発散し切れず、ストレスが溜まる度に変身するようになり、さらにベルトとマフラーを身に着けるようになった。
『EX plus α』のエンディングでは巨大化して戦うなど、特撮ヒーローのパロディキャラクターとなっている。
『EX』シリーズおよび『EXレイヤー』におけるゲーム内の試合中は「SKULLO」と短縮表記される。距離を置いた差し合いに一味加える急襲突進技、癖があり、トリッキーな技を多く持つキャラクター。
アスキーから発売されたPlayStation用ソフト『3D格闘ツクール』には流派「正義のヒーロー」のキャラクターとしてスカロマニアのモデルデータが入っており、技のモーションが『EX』シリーズからそのまま移植されている。
初期のデザインラフでは「ラバーマン」という全身ゴムタイツのキャラクターが出されていたが、「骸骨、骨のデザインが欲しい」というスタッフの要望により変更された。
『ストリートファイターV』の公式サイト「シャドルー格闘家研究所」の「キャラ図鑑」にて個人プロフィールが明かされた。
『ファイティングEXレイヤー』では再就職先で非常に充実したサラリーマン生活を送っていたが、自身の記憶の無いところでスカロマニアに変身していることに気付いて悩んでおり、それが新たな力を生み出している。
SNKの格闘ゲーム『SNKヒロインズ Tag Team Frenzy』では女体化した姿で登場。

## 各種技の解説

### 通常技
ここでは『ストEX PLUS α』での技名称を掲載。なお、立ち状態の遠近およびジャンプ状態の垂斜の区別はない。
| 操作     | 立ち                 | しゃがみ         | ジャンプ           |
| -------- | -------------------- | ---------------- | ------------------ |
| 弱パンチ | ジャブ               | ロージャブ       | ジャンプジャブ     |
| 中パンチ | 地獄突き             | ローストレート   | ジャンプストレート |
| 強パンチ | ストレート           | アッパー         | ジャンプストレート |
| 弱キック | ハイサイドキック     | ローキック       | 飛び膝蹴り         |
| 中キック | フロントキック       | ローサイドキック | 飛び蹴り           |
| 強キック | ステップサイドキック | ロースピンキック | 跳び蹴り           |

### 投げ技
スカロスタント
相手の両肩を掴んで乗りかかった後、両足で相手の胸板を蹴って吹き飛ばす。
スカロスペース
相手の顔面を両足で挟み落下する。
スカロシュタイナー
『EXレイヤー』で実装された後方投げ。相手に飛びついてからフランケンシュタイナーを決める。

### 特殊技
ステップインアッパー
腕を肥大化させてボディーブローを放つ。
『EX2 PLUS』以降は拳に光を纏っており、オーラ部分で相手の飛び道具を打ち消せる。シャドウガイストも同じ技を使用する。
かかと落とし / デンジャラスヒール
大きく円を描くように片足を振り下ろす中段技。『EX2』より技名が変更された。
スカロダッシュ
前に向かってのダッシュ。相手へ体当たりする「スカロタックル」へとつながる。
さらに、『EX2 PLUS』以降は追加入力により様々な必殺技へ派生できる。
スカロバック転
バック転する移動技。シャドウガイストは「デスエスケープ」として全く同じ技を使用する。
高笑い / スカロショック
その場で高笑いを上げる挑発技。『EX2』より技名が変更された。
スカロパンチ / グレートヒーローパンチ
ガードブレイクまたはハードアタック技。大きく振りかぶったストレートパンチ。『EXレイヤー』で技名が変更された。

### 必殺技
スカロクラッシャー
頭から突進する技。長距離からでも相手に当てることが可能。
スカロスライダー
スライディングキック。長距離からでも相手に当てることが可能だが、多段ヒット技ではないため至近距離でガードされると大きな隙が生じる。
スカロヘッド
体を回転させつつ、対空突進を繰り出す技。
スカロダイブ
空中に飛び、ダイブによる突進を繰り出す技。『EX2』からは単体の技ではなく、「スカロヘッド」からの追加技となっている。
スカロトカチェフ
空中に飛んだ後で垂直に落下して、相手に掴みかかり、相手のまたぐらを潜り抜けて、背中を踏みつける。投げ技の一種。
『EX2 PLUS』までは、この技の発生中に弱パンチ＋中キック＋強パンチを押すと「スカロトカチェフ」の採点が画面上に表示される。

### スーパーコンボ
スーパースカロクラッシャー
「スカロクラッシャー」の強化版。『EX2』から空中でも発動が可能となっている。
スーパースカロスライダー
「スカロスライダー」の強化版。
スカロエナジー / スカロバリアー
『EX2』から実装。全身からエネルギーを放出する。
『EXレイヤー』では技名が「スカロバリアー」に変更された。
スカロボール
『EX2 PLUS』から実装。空中に向けてエネルギー弾を発射して、それを降下させて相手に当てる技。押したパンチボタンの強弱によって、発射から落下するまでの時間が異なる。
スカロドリーム/新スカロドリーム/NEOスカロドリーム
多段ヒットの連続攻撃を繰り出す技。演出はコマ送りで進められている。シリーズによって演出が異なり、技名も変化している。「新スカロドリーム」では、日常風景が含まれており、屈辱的な演出が表れている。
シリーズ毎に演出が変化しているが、旧作の演出も隠し技として使用できるタイトルもある。
スーパースカロエナジー
「スカロエナジー」の強化版であるメテオコンボ。

## 他メディア
- ドラマCD『ストリートファイターEX2』の特別編「ほくとと七瀬の裏ドラナイト」にも出演しており、原作よりもさらにギャグキャラクター化している。七瀬の働いているケーキ屋で突然着替えだしたためにケーキ屋にいた女性客が全員逃げ出し、それに激怒した七瀬に吹き飛ばされる。

## 登場作品
- 対戦型格闘ゲーム
  - 『ストリートファイターEX』シリーズ（全作品）
  - 『3D格闘ツクール』
  - 『ファイティングEXレイヤー』
  - 『SNKヒロインズ Tag Team Frenzy』

## 担当声優
- 二又一成（『ストリートファイターEX』シリーズ、『ファイティングEXレイヤー』）
- 甲斐田裕子（『SNKヒロインズ Tag Team Frenzy』）